# Aktaş, Gerede
Aktaş là một xã thuộc huyện Gerede, tỉnh Bolu, Thổ Nhĩ Kỳ. Dân số thời điểm năm 2010 là 62 người.